# 赫梅利夫卡 (博戈羅德恰尼區)
48°48′7″N 24°23′39″E / 48.80194°N 24.39417°E
赫梅利夫卡（烏克蘭語：Хмелівка），是烏克蘭西部的村莊，隸屬伊萬諾-弗蘭科夫斯克州的伊萬諾-弗蘭科夫斯克區。該村始建於1991年，面積16平方公里，2001年人口709，人口密度每平方公里44.3人。